# 5218 Kutsak
5218 Kutsak (1969 TB3) là một tiểu hành tinh vành đai chính được phát hiện ngày 9 tháng 10 năm 1969 bởi B. A. Burnasheva ở Đài vật lý thiên văn Crimean.